# فيجارد ستيك لاينجن
فيجارد ستيك لاينجن (بالنرويجية: Vegard Stake Laengen)‏ (و. 1989  م) هو راكب دراجة هوائية نرويجي، ولد في فريدريكستاد، شارك في الألعاب الأولمبية الصيفية 2012، وسباق طواف فرنسا 2017، وركوب الدراجات في الألعاب الأولمبية الصيفية 2016، وطواف فرنسا 2019.

## سجل الفوز

### سباقات أو مراحل فاز بها
| التاريخ        | السباق                                               | المركز                                          |
| -------------- | ---------------------------------------------------- | ----------------------------------------------- |
| 06 سبتمبر 2009 | Festningsrittet 2009                                 |                                                 |
| 01 يناير 2011  | تريبتيك ديس مونتس إت شاتيوكس 2011                    |                                                 |
| 07 مايو 2011   | 2011 Grand Prix Norefjell                            | الثامن في التصنيف العام                         |
| 08 مايو 2011   | رينجيريك جراند بريكس 2011                            | العاشر في التصنيف العام                         |
| 05 يونيو 2011  | طواف النرويج 2011                                    | السادس في تصنيف أفضل شاب                        |
| 15 يوليو 2011  | 2011 European Road Cycling Championships Men U23 ITT |                                                 |
| 11 سبتمبر 2011 | تور دي أفينير 2011                                   | العاشر في تصنيف الجبال، الرابع في التصنيف العام |
| 01 يناير 2013  | كأس فرنسا لركوب الدراجات على الطريق 2013             | الثامن في تصنيف أفضل شاب                        |
| 15 سبتمبر 2013 | طواف دوبس 2013                                       | الثالث في التصنيف العام                         |
| 01 يونيو 2014  | 2014 Boucles de l'Aulne                              | التاسع في التصنيف العام                         |
| 17 أغسطس 2014  | سباق النرويج 2014                                    | الخامس في تصنيف أفضل شاب                        |
| 01 يناير 2015  | 2015 Ronde de l'Oise                                 |                                                 |
| 02 أغسطس 2015  | 2015 Tour Alsace                                     | الفائز في التصنيف العام                         |
| 13 سبتمبر 2015 | 2015 Chrono Champenois Masculin International        |                                                 |
| 23 يونيو 2016  | بطولة النرويج لسباق الدراجات ضد الزمن للرجال 2016    |                                                 |

## روابط خارجية
- فيجارد ستيك لاينجن على موقع الاتحاد الدولي للدراجات (الإنجليزية)
- فيجارد ستيك لاينجن على موقع أرشيف الدراجات (الإنجليزية)
- فيجارد ستيك لاينجن على موقع إحصائيات الدراجات الإحترافية (الإنجليزية)
- فيجارد ستيك لاينجن على موقع نسبة الدراجات (الإنجليزية)
- فيجارد ستيك لاينجن على موقع CycleBase (الإنجليزية)
- فيجارد ستيك لاينجن على موقع اللجنة الأولمبية الدولية (الإنجليزية)
- فيجارد ستيك لاينجن على موقع أوليمبيديا (الإنجليزية)